# SuperSports Cup
De SuperSports Cup is een amateur raceklasse voor oude sportscar prototypes en andere exotische raceauto's. Er zijn 6 klasses, A t/m F. In een race maken wordt gebruikgemaakt van een rollende start.

## De klasses
- A

Tweezits sportauto, meer dan 2000cc. Hij moet gebouwd zijn tussen 1966 en 1971.
- B

Sportscar prototype met meer dan 2000cc. Gebouwd tussen 1966 en 1971. Can-Am auto's met een spaceframe vallen ook in deze categorie, zoals een McLaren M1.
- C

Tweezits sportauto gebouwd tussen 1966 en 1968. Een motorinhoud tot 2000cc.
- D

Tweezits sportauto zonder spoiler gebouwd tussen 1969 en 1976. Een motorinhoud tot 2000cc.
- E

Tweezits sportauto met spoiler gebouwd tussen 1972 en 1976. Een motorinhoud tot 2000cc.
- F

Tweezits sportauto met een motorinhoud tot 2000cc. Hij is gebouwd vanaf 1976.

## Kampioenen
| Jaar | Naam           | Auto        | Bouwjaar |
| ---- | -------------- | ----------- | -------- |
| 2000 | Silvio Kalb    | March 76S   | 1976     |
| 2001 | Silvio Kalb    | March 76S   | 1976     |
| 2002 | John Grant     | Chevron B19 | 1971     |
| 2003 | Wildo Roessler | McLaren M6B | 1969     |
| 2004 | John Burton    | Chevron B26 | 1973     |
| 2005 | Richard Piper  | McLaren M8F | 1971     |
| 2006 | Silvio Kalb    | March 76S   | 1976     |
| 2007 | John Burton    | Chevron B26 | 1973     |